# Brocton, Staffordshire
Brocton är en ort och civil parish i Storbritannien.   Den ligger i grevskapet Staffordshire och riksdelen England, i den södra delen av landet, 190 km nordväst om huvudstaden London. Antalet invånare är 1 052. Arean är 9,4 kvadratkilometer.
Terrängen i Brocton är platt.